# Villeret BE
| BE ist das Kürzel für den Kanton Bern in der Schweiz. Es wird verwendet, um Verwechslungen mit anderen Einträgen des Namens Villeret zu vermeiden. |

Villeret ist eine politische Gemeinde im Verwaltungskreis Berner Jura des Kantons Bern in der Schweiz.

## Geographie
Villeret liegt auf 740 m ü. M., 17 km westlich von Biel (Luftlinie) und 1,5 km nordöstlich von Saint-Imier. Das Dorf erstreckt sich im zentralen Teil des Juralängstals Vallon de Saint-Imier beidseits des Flusslaufs der Schüss (französisch Suze), an der Einmündung des Baches Le Bez, der aus der Schlucht Combe Grède herunterfliesst.
Die Fläche des 16,2 km² grossen Gemeindegebiets umfasst einen verhältnismässig schmalen Abschnitt des Talbeckens des Sankt-Immer-Tals. Den zentralen Teil nimmt die hier rund 300 m breite Talniederung der Schüss ein. Im Norden reicht das Gebiet auf die Antiklinale der Montagne du Droit (bis 1255 m ü. M.) und bis in die Senke bei Les Breuleux. Nach Süden erstreckt sich Villeret auf die Höhe der Chasseral-Kette, auf der mit 1590 m ü. M. nur wenig westlich des Chasseral-Gipfels der höchste Punkt der Gemeinde liegt. Auf dem Scheitel der Chasseral-Kette wurde das harte Deckgestein aufgebrochen und wegerodiert, wodurch im Laufe der Jahrmillionen ein nördlicher und ein südlicher Kamm entstanden. Dazwischen befindet sich ein Antiklinaltal, das bereits bis auf die nächste harte Gesteinsschicht ausgeräumt ist. Der nördliche Kamm, in der Cornette 1494 m ü. M., ist auf dem Gemeindegebiet von Villeret durch ein markantes Erosionstal, die Combe Grède, unterbrochen. Ein Teil der Schlucht und die Umgebung ist unter Naturschutz gestellt. Auf den breiten Kämmen der Montagne du Droit und der Chasseral-Kette befinden sich ausgedehnte Jurahochweiden mit den typischen mächtigen Fichten, die entweder einzeln oder in Gruppen stehen. Die Höhe des Chasseral liegt bereits über der regionalen Waldgrenze. Von der Gemeindefläche entfielen 1997 4 % auf Siedlungen, 51 % auf Wald und Gehölze, 44 % auf Landwirtschaft, und etwas weniger als 1 % war unproduktives Land.
Zu Villeret gehören zahlreiche Einzelhöfe, die weit verstreut im Tal und auf den Jurahöhen liegen. Nachbargemeinden von Villeret sind Saint-Imier, Nods und Cormoret im Kanton Bern, Les Breuleux und Muriaux im Kanton Jura sowie Val-de-Ruz im Kanton Neuenburg.

## Bevölkerung
| Jahr | Einwohner |
| ---- | --------- |
| 1850 | 970       |
| 1900 | 1'422     |
| 1910 | 1'507     |
| 1930 | 1'253     |
| 1950 | 1'155     |
| 1960 | 1'125     |
| 1970 | 1'057     |
| 1980 | 884       |
| 1990 | 986       |
| 2000 | 901       |
| 2022 | 923       |

Mit 929 Einwohnern (Stand 31. Dezember 2023) gehört Villeret zu den mittelgrossen Gemeinden des Berner Juras. Von den Bewohnern sind 83,1 % französischsprachig, 11,3 % deutschsprachig, und 2,4 % sprechen Albanisch (Stand 2000). Nach einem Höchststand 1910 hat die Bevölkerungszahl von Villeret bis 1950 um fast 25 % abgenommen. Eine vorübergehende Stagnationsphase wurde während der Wirtschaftskrise der 1970er Jahre erneut durch eine deutliche Bevölkerungsabnahme abgelöst.

## Politik
Gemeindepräsident ist seit 2010 Richard Habegger (FDP, Stand 2024).
Bei den Nationalratswahlen 2023 betrugen die Wähleranteile in Villeret (in Klammern die Veränderung im Vergleich zu den Wahlen 2019 in Prozentpunkten): SVP 35,55 % (+0,39), SP 19,91 % (+4,23), Grüne 13,81 % (−6,80), FDP 7,98 % (+1,05), glp 5,38 % (−1,49), EDU 4,69 % (+3,60), EVP 3,65 % (+0,02), Mitte 3,00 % (−1,95), SD 1,80 % (+0,22), PdA/Sol. 0,00 (−1,21).

## Wirtschaft
Villeret war bis in die erste Hälfte des 19. Jahrhunderts hauptsächlich von der Landwirtschaft geprägt. Schon 1725 begann sich aber die Uhrmacherei in Heimarbeit und in kleinen Werkstätten zu entwickeln. Bis im 19. Jahrhundert wurden die Wälder für die Herstellung von Holzkohle ausgebeutet. Mitte des 19. Jahrhunderts setzte mit der Gründung von Uhrenfabriken ein rascher wirtschaftlicher Aufschwung ein. Heute gibt es weiterhin Arbeitsplätze im Bereich der Uhrenindustrie (Cartier), in der Herstellung von Präzisionswerkzeugen sowie im lokalen Gewerbe. Auch die Landwirtschaft spielt noch eine bedeutende Rolle, wobei Viehzucht und Milchwirtschaft überwiegen, im Tal gibt es etwas Ackerbau.

## Verkehr
Die Gemeinde ist verkehrsmässig gut erschlossen. Sie liegt an der Hauptstrasse 30 von Biel nach La Chaux-de-Fonds.
Am 30. April 1874 wurde die Eisenbahnlinie von Biel nach Convers mit einem Bahnhof in Villeret eröffnet.

## Geschichte

Luftbild (1950)

Die erste schriftliche Erwähnung von Villeret ist in einer Urkunde aus dem Jahr 1330 überliefert. Das Dorf gehörte bis 1797 zur Herrschaft Erguel, die dem Fürstbistum Basel unterstand, wobei auch die Stadt  Biel zeitweise grösseren Einfluss ausübte und 1530 die Reformation einführte. Von 1797 bis 1815 gehörte Villeret zu Frankreich und war anfangs Teil des Département Mont-Terrible, das 1800 mit dem Département Haut-Rhin verbunden wurde. Mit dem Wiener Kongress kam der Ort 1815 an den Kanton Bern zum Bezirk Courtelary. Im Generalstreik 1918 entschied sich die Arbeiterschaft einstimmig zum Streik.

## Sehenswürdigkeiten
Die reformierte Dorfkirche wurde 1935–1936 errichtet. Im Ortskern befinden sich sowohl alte Bauernhäuser aus dem 18. Jahrhundert als auch Bauten im Stil des Klassizismus, die während der Hochkonjunktur der Uhrenindustrie erstellt wurden. Das Schulgebäude stammt von 1865. Die moderne Architektur ist durch das nach Plänen von Jean Nouvel errichtete Gebäude der Firma Cartier vertreten.

## Bilder

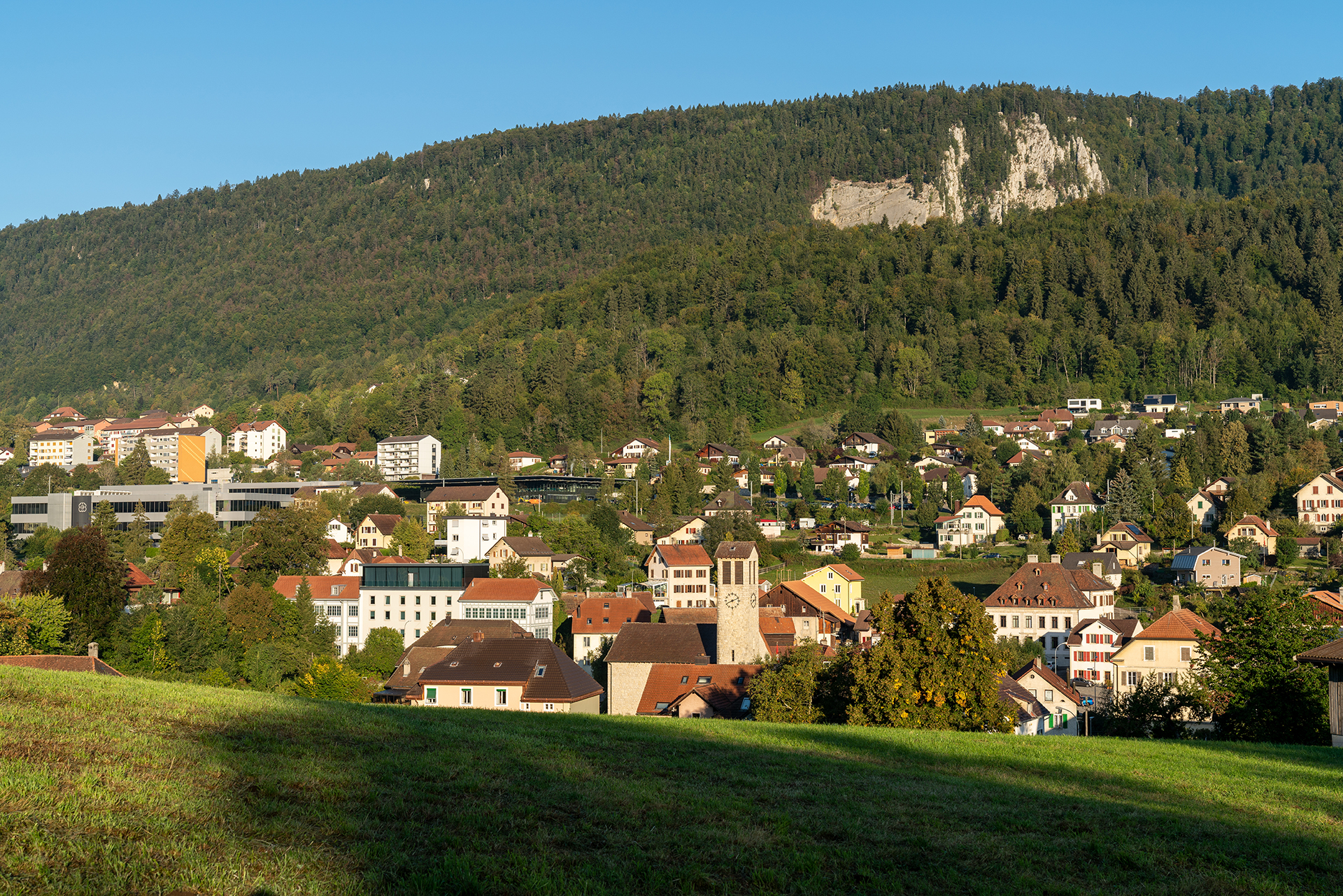
Blick zum Dorfzentrum
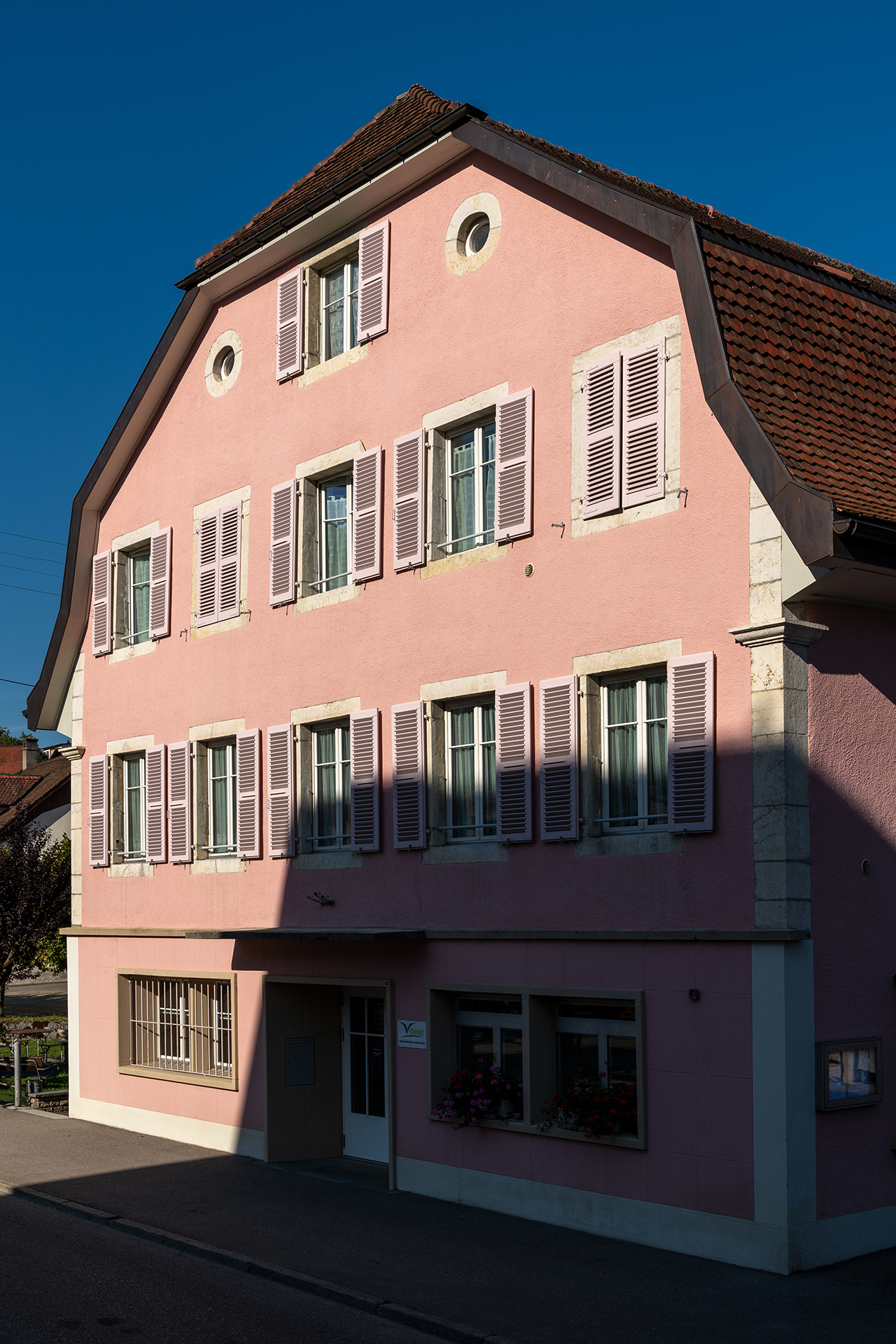
Gemeindeverwaltung
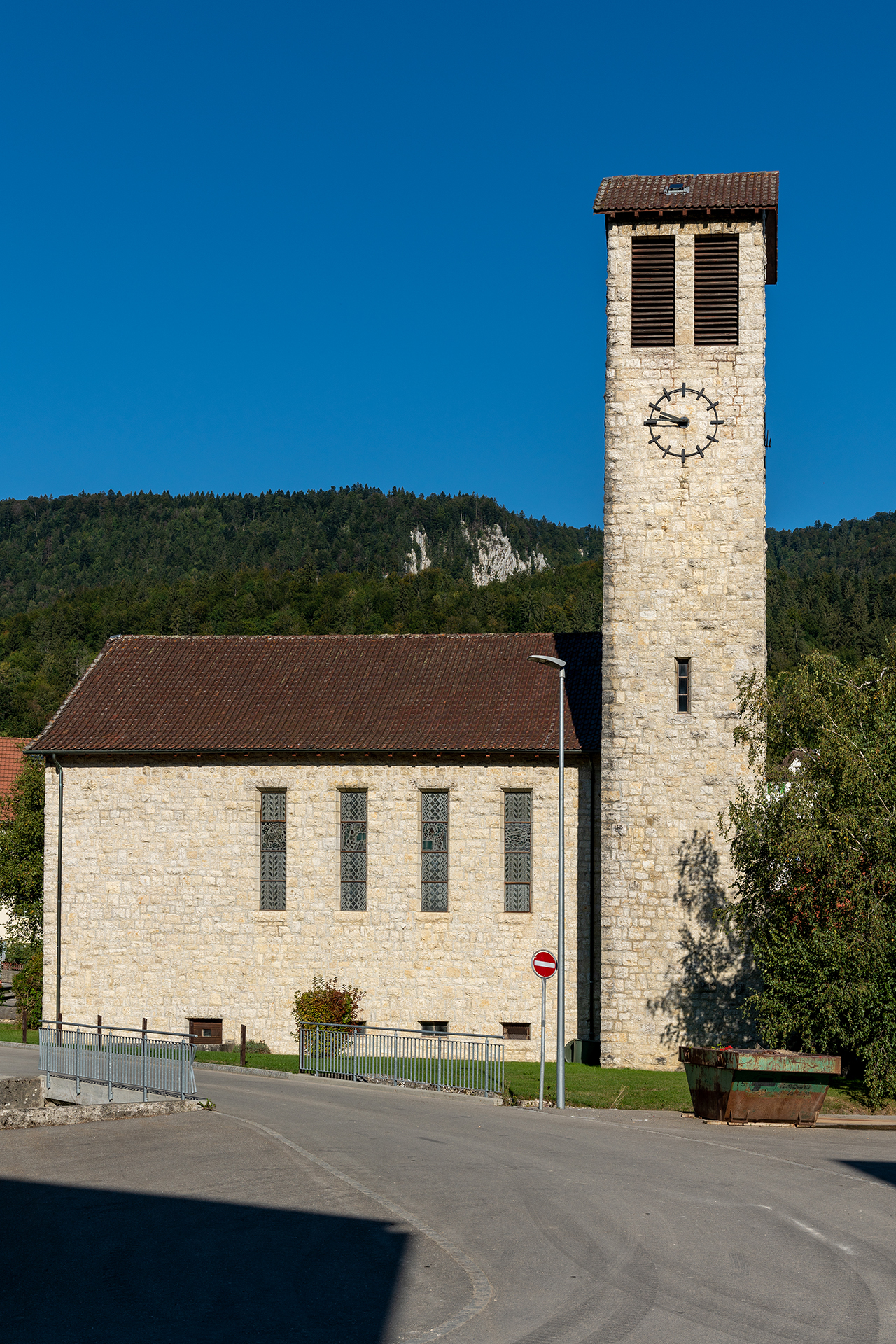
Reformierte Kirche
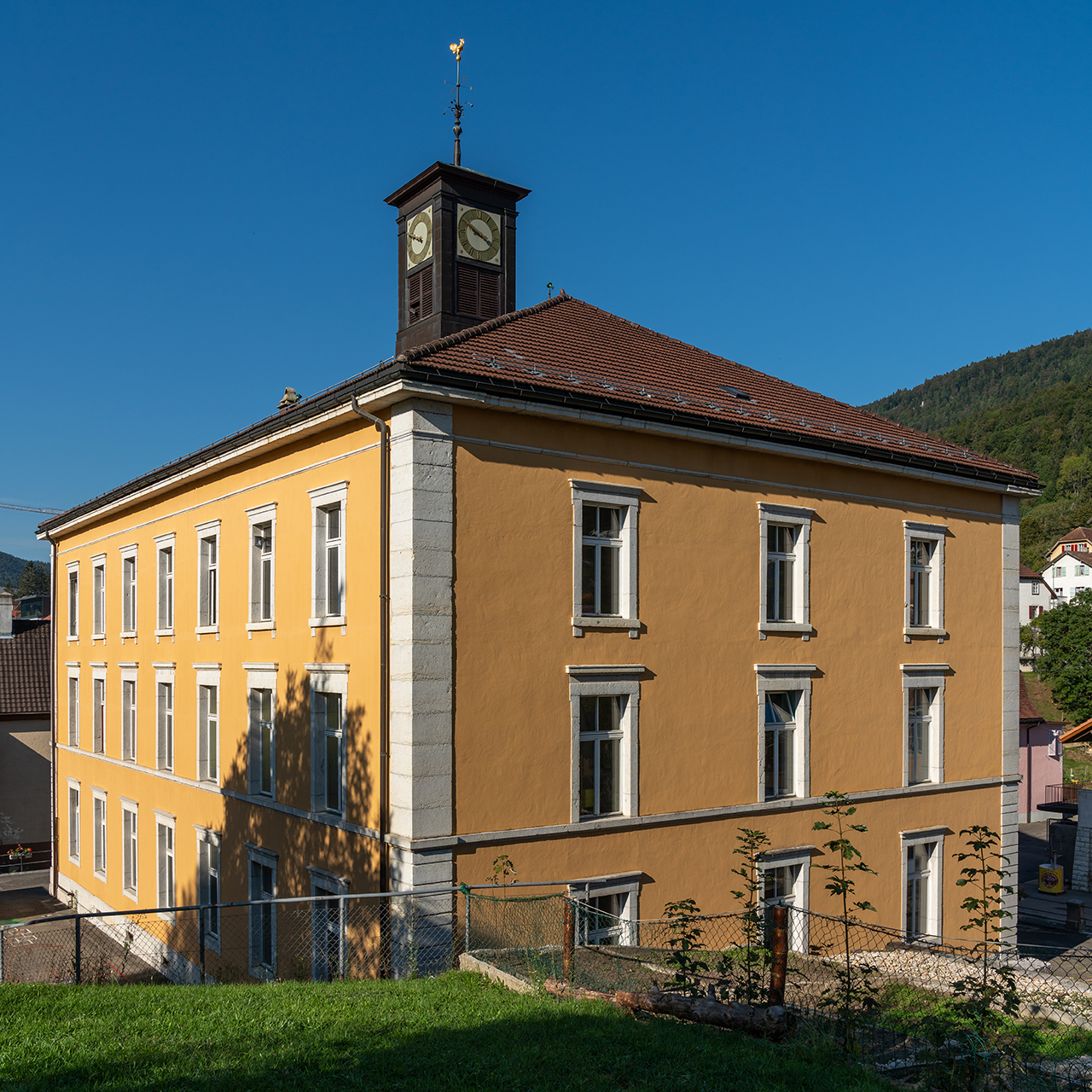
Primarschulhaus
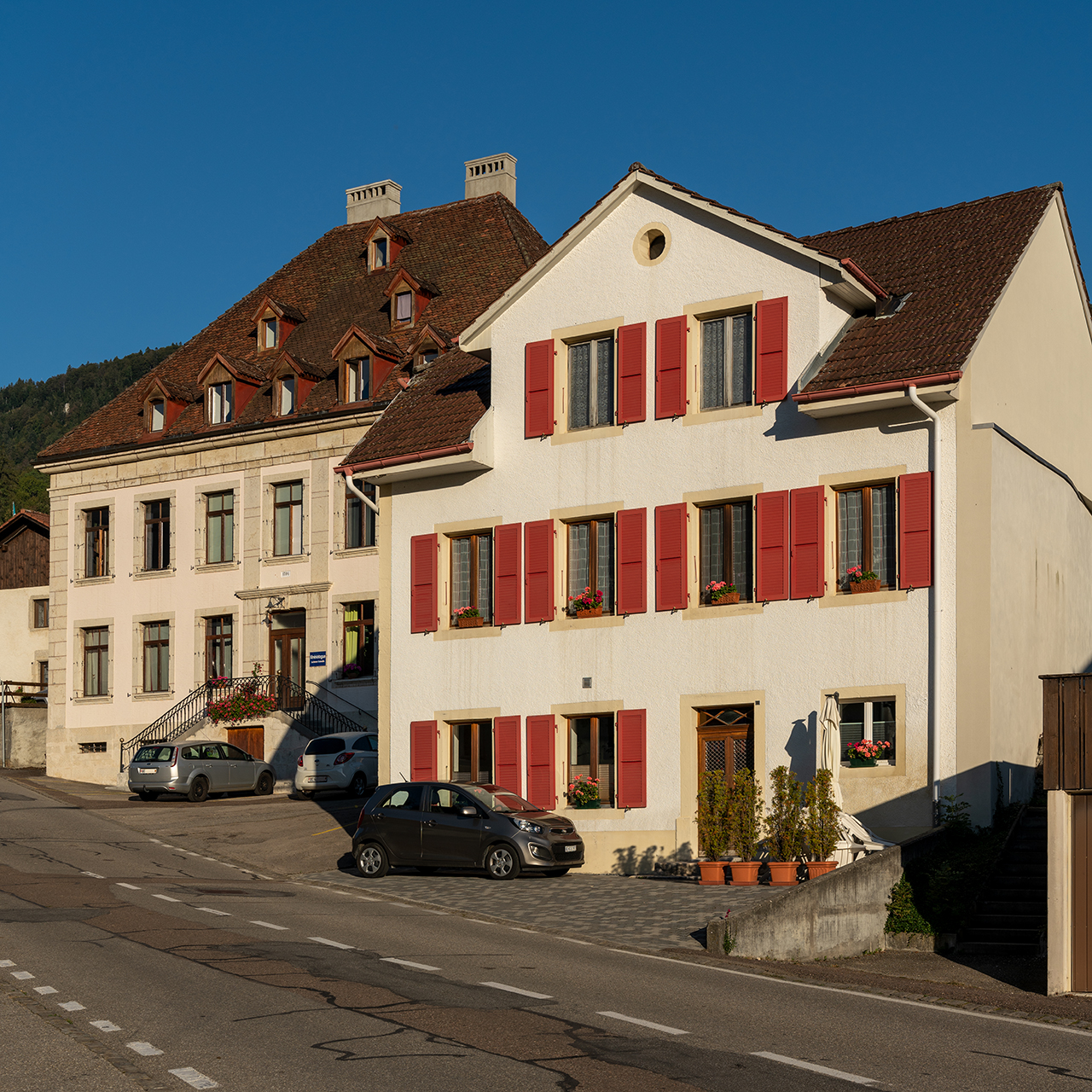
Dorfzentrum
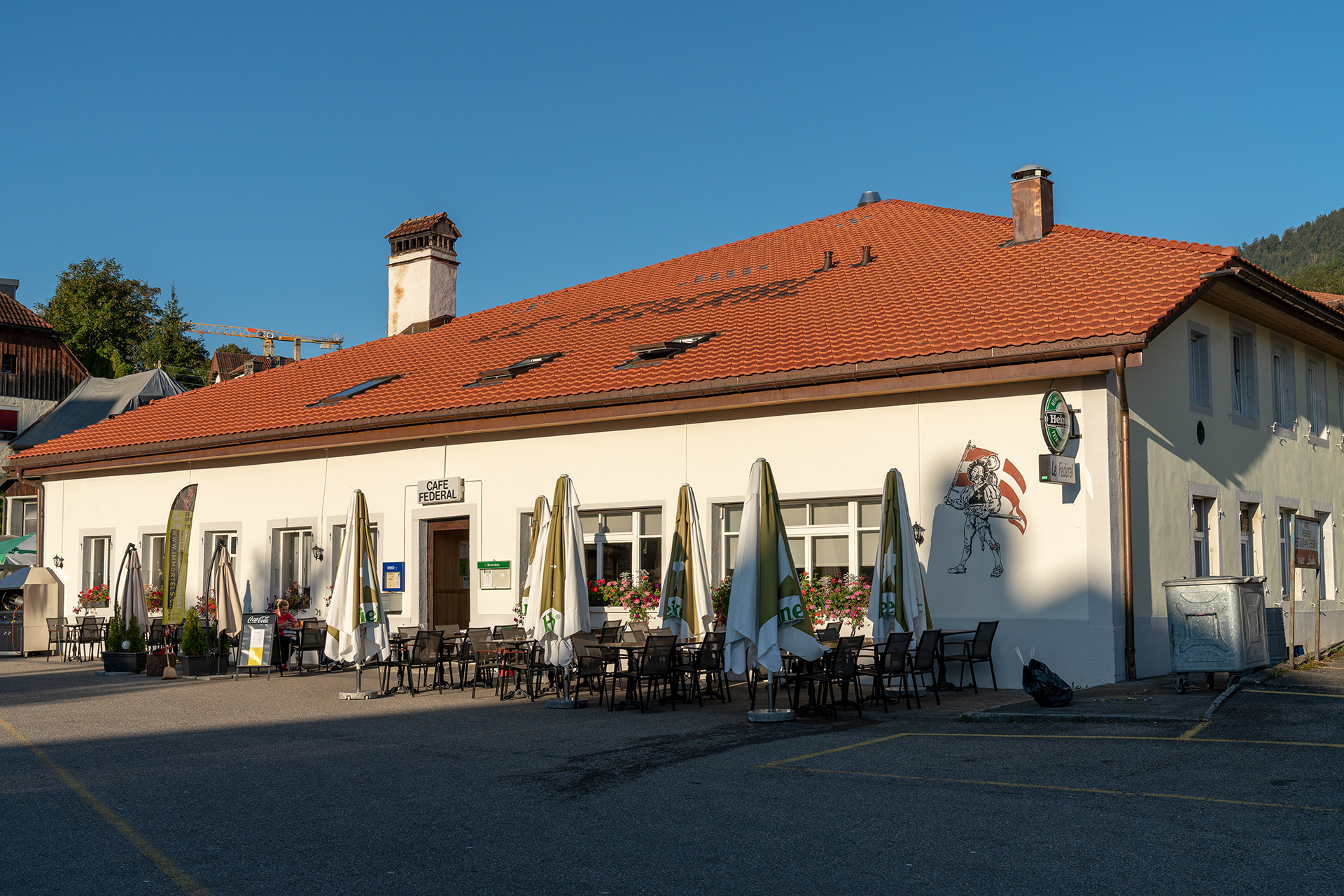
Restaurant «Café Fédéral»
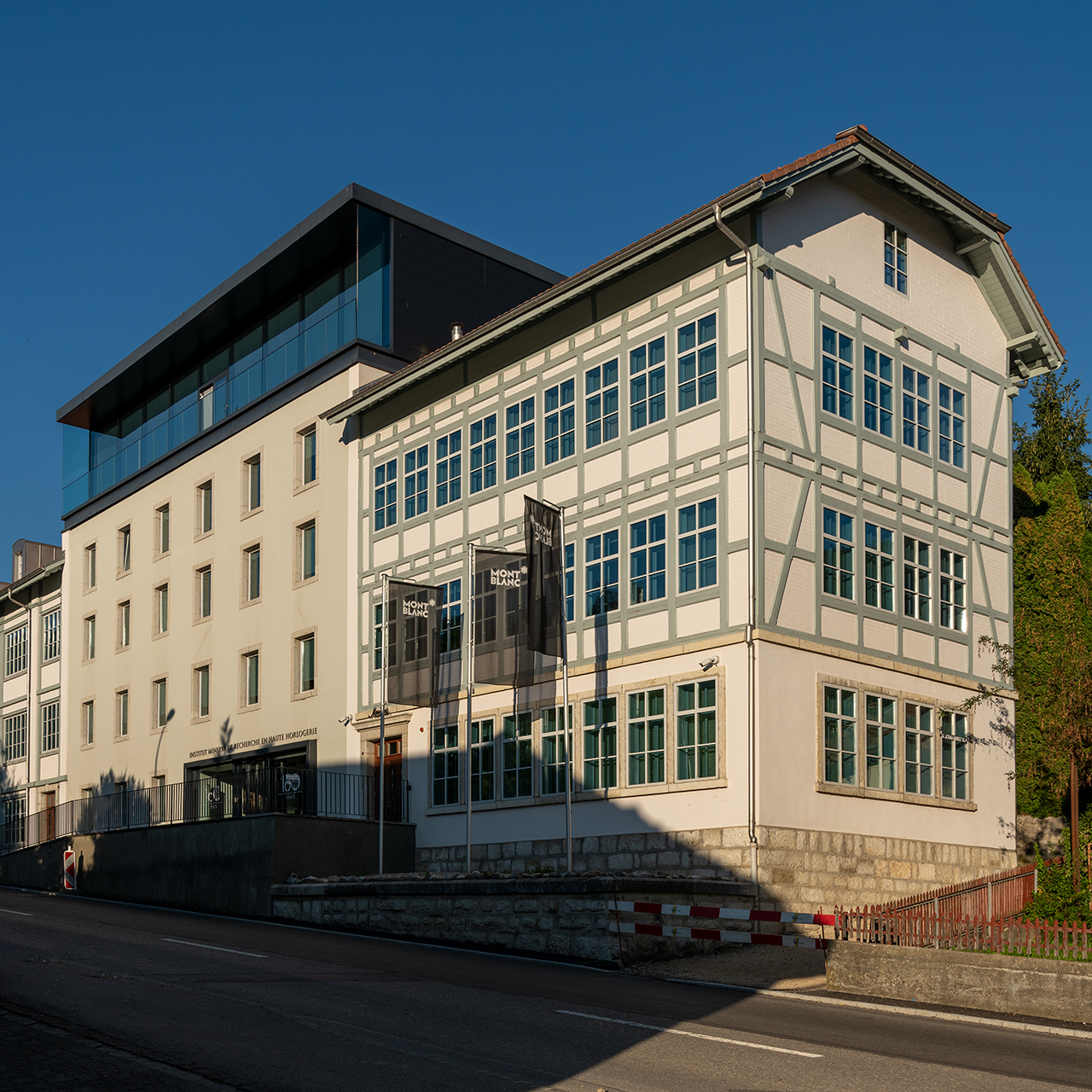
Montblanc Institut Minerva de Recherche en Haute Horlogerie
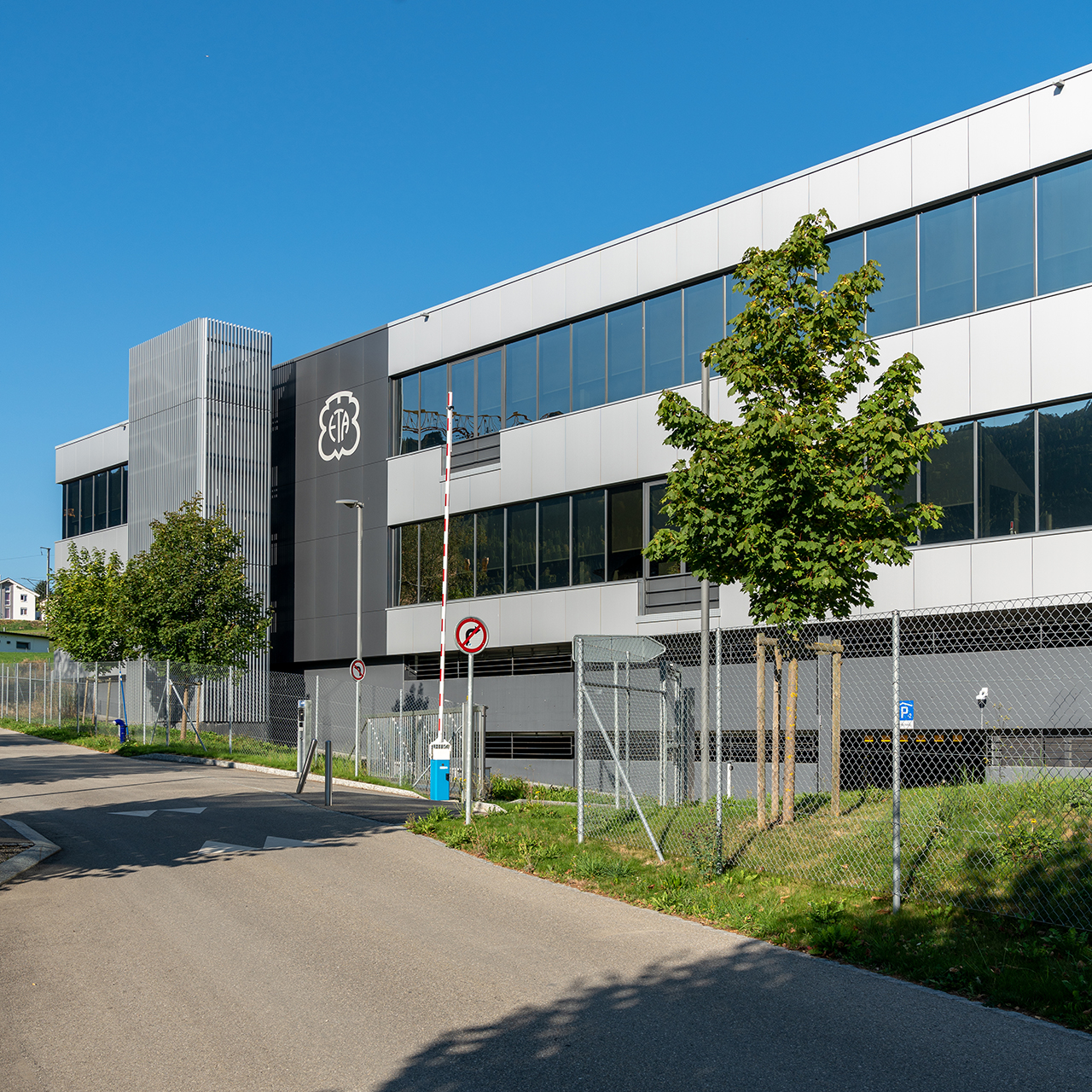
ETA, Uhrenindustrie
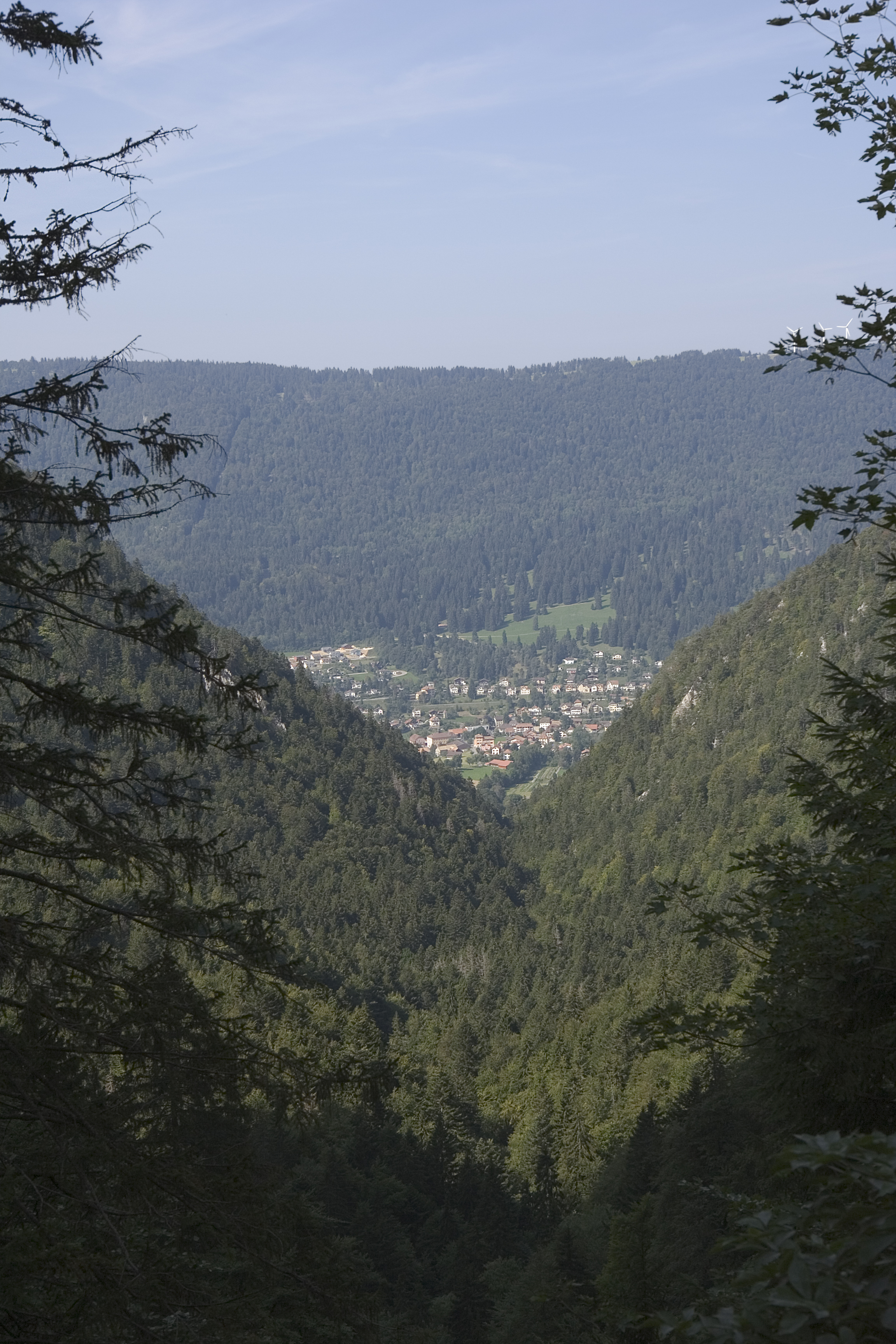
Villeret durch die Combe Grède gesehen

## Persönlichkeiten
- Paul-Alcide Blancpain (1839–1899), Brauereiunternehmer